# Force India VJM09
El Force India VJM09 es un monoplaza de Fórmula 1 diseñado por Andrew Green para el equipo Sahara Force India F1 Team para competir en la Temporada 2016 de Fórmula 1. Es conducido por la misma pareja de 2014 y 2015: Nico Hülkenberg y Sergio Pérez.
La primera vuelta rápida del VJM09 es obtenida por Hülkenberg en la vuelta 48 del GP de China, no obstante el alemán finaliza en la lejana posición 15 mientras que Checo Pérez concluye en el puesto 11.
En el GP de Mónaco el VJM09 número 11 al mando de Checo Pérez obtiene su primer podio del 2016. Checo arrancó del 7° puesto y termina 3°, solo detrás de Lewis Hamilton y de Daniel Ricciardo. La carrera inició con auto de seguridad debido a la intensa lluvia en Montecarlo, en la vuelta 15 cambia a neumáticos de lluvia intermedia y en el giro a 31 slicks suaves, una gran estrategia con paradas en los fosos muy rápidas. Sebastian Vettel terminó detrás de Pérez y no logró acercarse al piloto mexicano aunque lo intentó en repetidas ocasiones. Por su parte Hülk obtiene la 6.ª, plaza y Force India se embolsa 23 valiosos puntos para el campeonato.
Para Force India fue un gran fin de semana durante la octava fecha del calendario, el GP de Europa, celebrado en el Circuito callejero de Bakú. Checo y Hülk arrancan 7.º y 12.º respectivamente, aunque Pérez había calificado segundo fue sancionado con 5 puestos por cambio de caja de velocidades. El domingo en la carrera, Checo avanza dos posiciones en la primera vuelta dando cuenta de Kvyat y de Massa y en el último giro rebasa a Räikkönen, quien aunque debía de cumplir con una sanción de 5 segundos, Pérez lo quiso rebasar en pista mientras que Hülk queda 9.º y rescata 2 puntos más para un fin de semana de 17 puntos en total con lo que el equipo suma puntos por tercer GP consecutivo. Checo quedó por detrás solo de los alemanes Rosberg y Vettel con lo que obtiene el segundo podio de la temporada al firmar el tercer puesto.
Con el cierre de la temporada en el GP de Abu Dabi, Hülkenberg termina séptimo y Pérez octavo respectivamente para finalizar el año en el cuarto lugar del campeonato mundial con 173 puntos para Force India. El equipo concluye su mejor temporada en la categoría con 35 unidades de ventaja sobre Williams (135), McLaren (76) y Toro Rosso (63).

## Resultados
(Clave) (negrita indica pole position) (cursiva indica vuelta rápida)

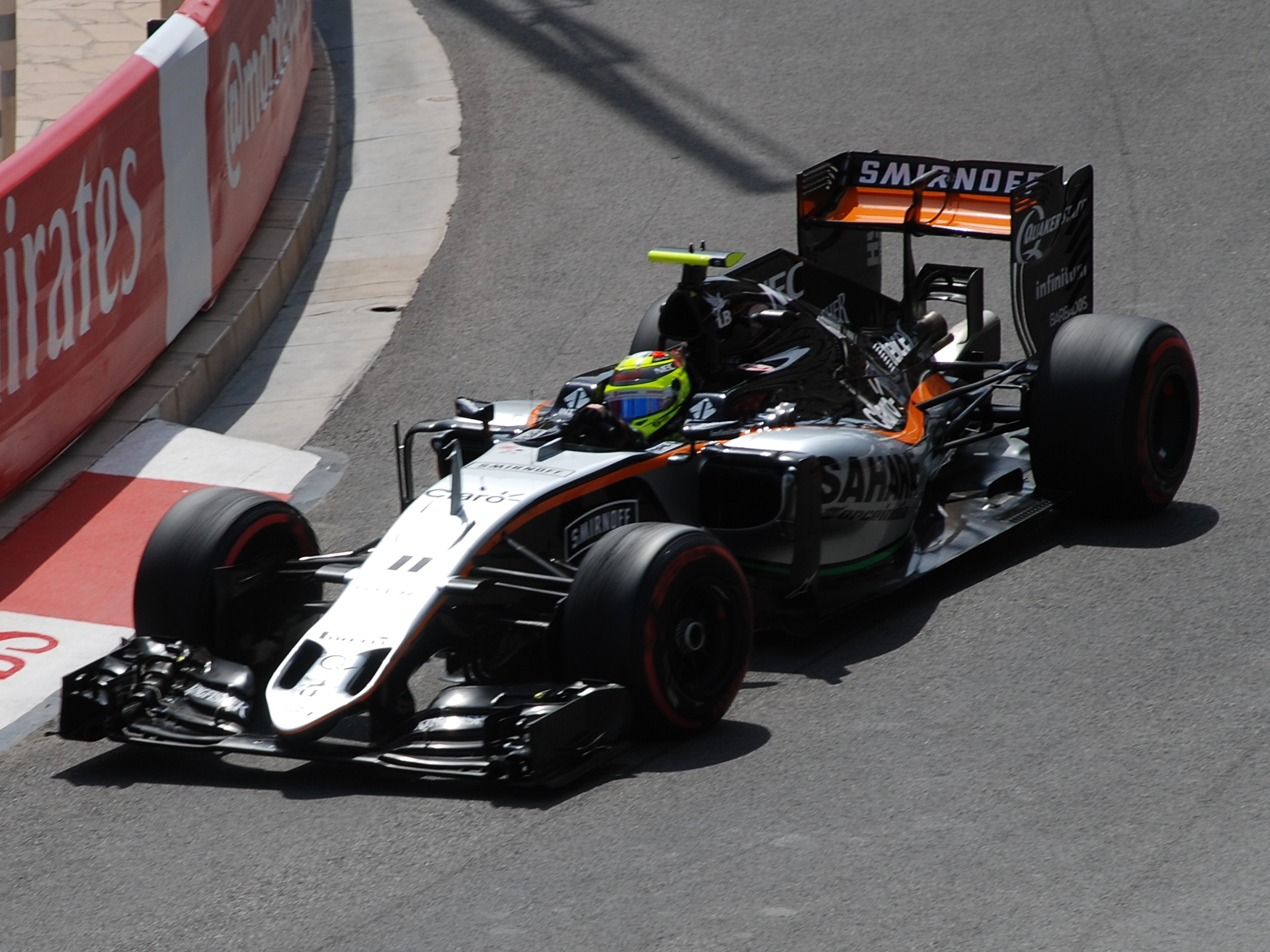
Checo 3er. lugar en el GP de Mónaco 2016.

| Año  | Motor                               | Neu. | N.º | Pilotos         | 1   | 2   | 3   | 4   | 5   | 6   | 7   | 8   | 9   | 10  | 11  | 12  | 13  | 14  | 15  | 16  | 17  | 18  | 19  | 20  | 21  | Puntos | Pos. |
| ---- | ----------------------------------- | ---- | --- | --------------- | --- | --- | --- | --- | --- | --- | --- | --- | --- | --- | --- | --- | --- | --- | --- | --- | --- | --- | --- | --- | --- | ------ | ---- |
| 2016 | Mercedes PU106C Hybrid 1.6 V6 Turbo | P    |     |                 | AUS | BHR | CHN | RUS | ESP | MON | CAN | EUR | AUT | GBR | HUN | GER | BEL | ITA | SIN | MYS | JPN | USA | MEX | BRA | ABU | 173    | 4.º  |
| 2016 | Mercedes PU106C Hybrid 1.6 V6 Turbo | P    | 11  | Sergio Pérez    | 13  | 16  | 11  | 9   | 7   | 3   | 10  | 3   | Ret | 6   | 11  | 10  | 5   | 8   | 8   | 6   | 7   | 8   | 10  | 4   | 8   | 173    | 4.º  |
| 2016 | Mercedes PU106C Hybrid 1.6 V6 Turbo | P    | 27  | Nico Hülkenberg | 7   | 15  | 15  | Ret | Ret | 6   | 8   | 9   | Ret | 7   | 10  | 7   | 4   | 10  | Ret | 8   | 8   | Ret | 7   | 7   | 7   | 173    | 4.º  |